# 德波站
德波站是位于拉脱维亚里加市库尔泽梅区的扎苏劳克斯街区的火车站。该站位于连接里加和图库姆斯的托尔尼亚卡尔内斯-图库姆斯铁路线上。车站因扎苏劳斯卡动力站而得名。